# الکساندر تیشما

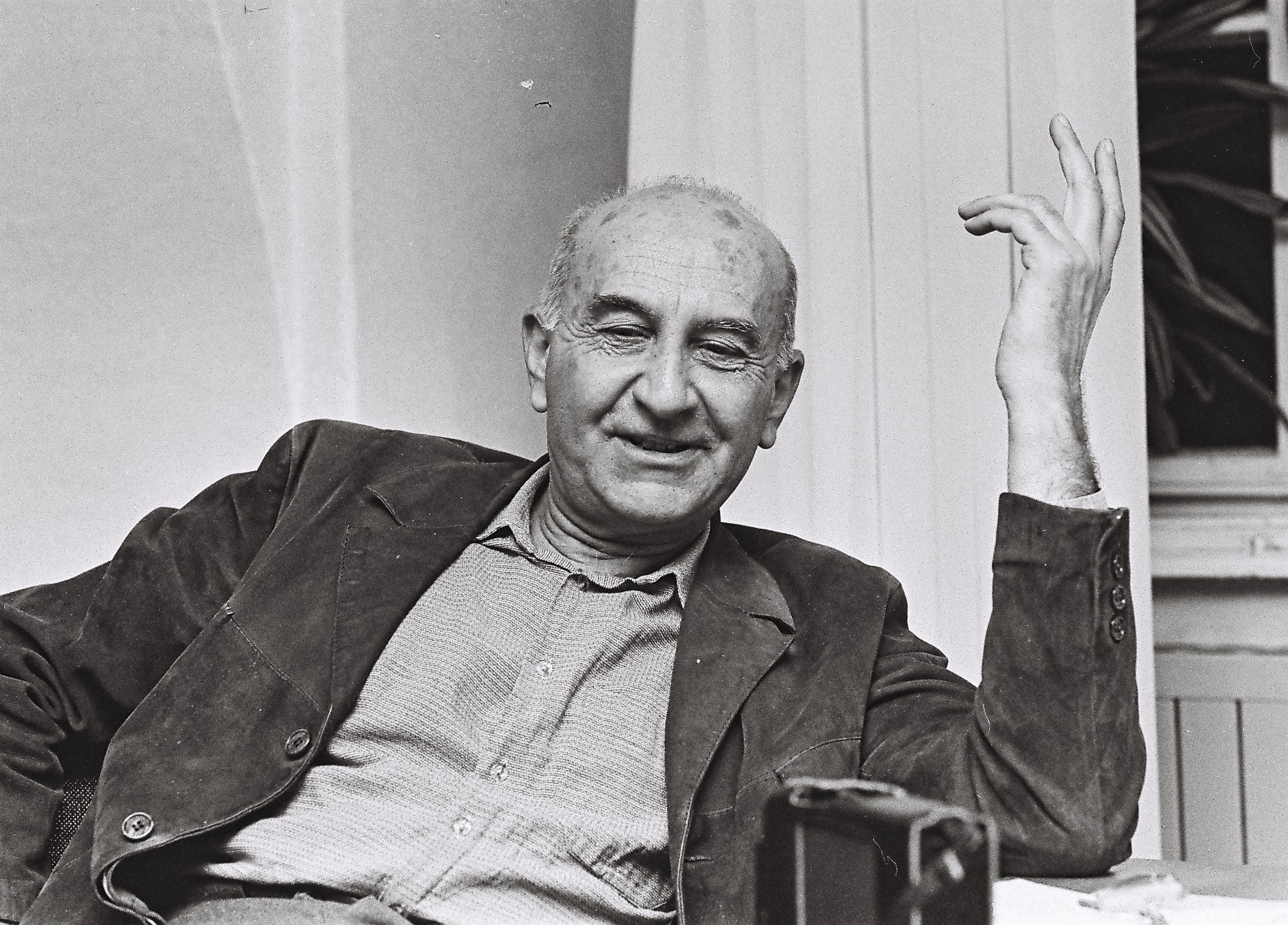
آلکساندر تیشما، رمان‌نویس اهل صربستان

الکساندر تیشما (انگلیسی: Aleksandar Tišma) (زاده ۱۶ ژانویه ۱۹۲۴ - درگذشته ۱۶ فوریه ۲۰۰۳) رمان‌نویس اهل صربستان بود
تیشما از پدری صرب و مادری یهودی مجارستانی در یوگسلاوی سابق به دنیا آمد و در زمان جنگ جهانی دوم (۱۹۴۴) در بوداپست به پارتیزان‌ها پیوست

## کتابشناسی
- مکتب بی خدایی (مترجم: ایرج هاشمی زاده، ناشر: ثالث ۱۳۸۴)
- کتاب بلام (۱۹۷۲)
- مصرف انسان (۱۹۷۶)
- مکتب الحاد (۱۹۷۸)
- ایمان و توطئه (۱۹۸۳)
- کاپو (۱۹۸۹)